# XO (レコードレーベル)
XO（エックスオー）は、カナダのレコードレーベル。歌手のザ・ウィークエンド、彼のクリエイティブ・ディレクターのラ・マー・テイラー、彼のマネージャーのアミール・"キャッシュ"・エスマイリアンによって設立された。

## 歴史
XOは、ザ・ウィークエンドが2011年に3つのミックステープ『ハウス・オブ・バルーンズ』、『サーズデイ』、『エコーズ・オブ・サイレンス』をリリースするために、非公式のインプリントとして設立したのが始まりである。2012年にリパブリック・レコードとメジャー・レコーディング契約を結び、リパブリック・レコード所属のレーベルとなった。
2015年にベリーがレーベル初のアーティストとして契約し、その年の後半にはデレク・ワイズと契約した。ワイズは2017年に88グラムというヒップホップデュオを結成しており、88グラムもXOの契約アーティストとなっている。2016年にはナヴと契約した。2018年にはラッパーのブラック・アトラスがXOから新曲『マイ・ライフ』をリリースした。ブラック・アトラスは2017年にザ・ウィークエンドの『シークレッツ』のミュージックビデオや、PUMA x XO Collectionの一部広告にも出演していた。

## 所属アーティスト
- The Weeknd  (2011~)
- ベリー（英語版）（2015年〜）
- ナヴ
- サコマ　(2012年~)
- ブラック・アトラス[7]（2018年〜）